# Euxanthe madagascariensis
Euxanthe madagascariensis is een vlinder uit de familie van de Nymphalidae. De wetenschappelijke naam van de soort is, als Godartia madagascariensis, voor het eerst geldig gepubliceerd in 1843 door Hippolyte Lucas, als typesoort van het tegelijk door hem benoemde geslacht Godartia.